# マチルダ・クシェシンスカヤ
マチルダ・フェリクソヴナ・クシェシンスカヤ（ロシア語: Мати́льда Фе́ликсовна Кшеси́нскаяマチーリダ・フィェーリクサヴナ・クシスィーンスカヤ；ラテン文字転写の例: Matil'da Feliksovna Kshesinskaja、1872年8月31日（ロシア暦8月19日） - 1971年6月7日）は、ロシア帝国のバレリーナ。ロシアで初めてプリマ・バレリーナ・アッソルータとなった人物。ポーランド語名はマティルダ・クシェシンスカ（Matylda Krzesińska）。

## 生涯
ポーランドにルーツを持つ一家の一員としてリゴヴォ（サンクトペテルブルク近郊の町）で生まれた。家族には舞踏家が多かったため自然とマチルダもバレエを学び、マリインスキー・バレエ団に入った。ピエリーナ・レニャーニと並ぶスターとなった。
マチルダは1892年からの2年間、皇太子だったニコライ2世の愛人だった。ニコライとの愛人関係をお膳立てしたのは、皇帝アレクサンドル3世と皇后マリア・フョードロヴナだった。しかし、ニコライとの愛人関係は1894年のアレクサンドル3世崩御と、ニコライとアレクサンドラ・フョードロヴナの結婚によって幕を降ろした。
ニコライ2世の即位後、醜聞と噂が彼女の名前を取り巻くようになり、ロマノフ家の2人の大公、セルゲイ・ミハイロヴィチ大公（ニコライ1世の四男ミハイル・ニコラエヴィチ大公の五男。ニコライ2世の従叔父）とアンドレイ・ウラジーミロヴィチ大公（アレクサンドル3世の弟ウラジーミル・アレクサンドロヴィチ大公の四男。ニコライ2世の従弟）らと三角関係に陥った。
マチルダは自身の皇族・貴族らの繋がりを通して、サンクトペテルブルクで多くの資産を蓄えた。1917年にフィンランドから帰国したウラジーミル・レーニンが、集まった群衆に呼びかけたのは、彼女の豪奢な自宅のバルコニーからであった。
ロシア革命後、マチルダは南仏リヴィエラへ逃れ、パリへ移った1921年に同じく亡命していたアンドレイ大公と貴賤結婚した。マチルダとアンドレイとの間には1902年に既に一人息子のウラジーミル・ロマノフスキー＝クラシンスキーが生まれていた（アンドレイはウラジーミルを自身の息子として認知していたが、本当の父親はロシア革命で処刑されたセルゲイ大公だとも言われている）。
1929年から、マチルダは自身でバレエ学校を開き、マーゴ・フォンテイン、アリシア・マルコワ、アンドレ・エグレフスキー、タマーラ・トゥマーノワらを教えた。彼女が観衆の前で最後に踊ったのは、コヴェント・ガーデンで行われた慈善イベントの時で、64歳であった。1960年にはSouvenirs de la Kschessinskaという題の自伝を出版した。
マリインスキー劇場のバレエ監督であったマリウス・プティパは、上記の経緯からマチルダに対しあまり好感を抱いてなかったが、ダンサーとしての実力は認めており、『バヤデルカ』など自身の多くの作品の蘇演に彼女を起用している。

## 画像

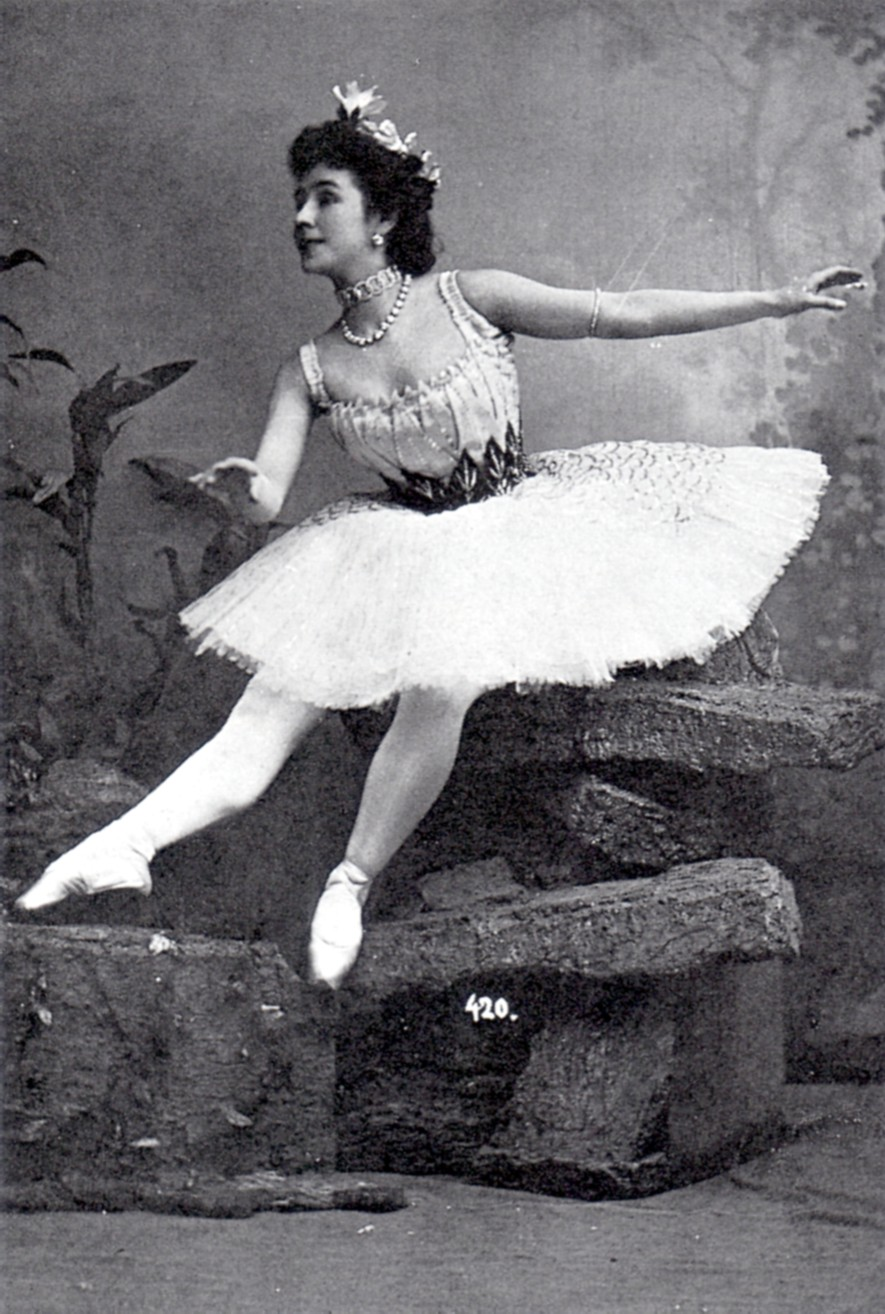
1898年撮影
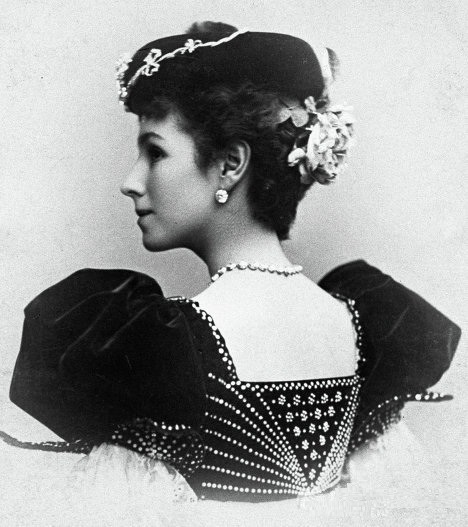
1897年撮影
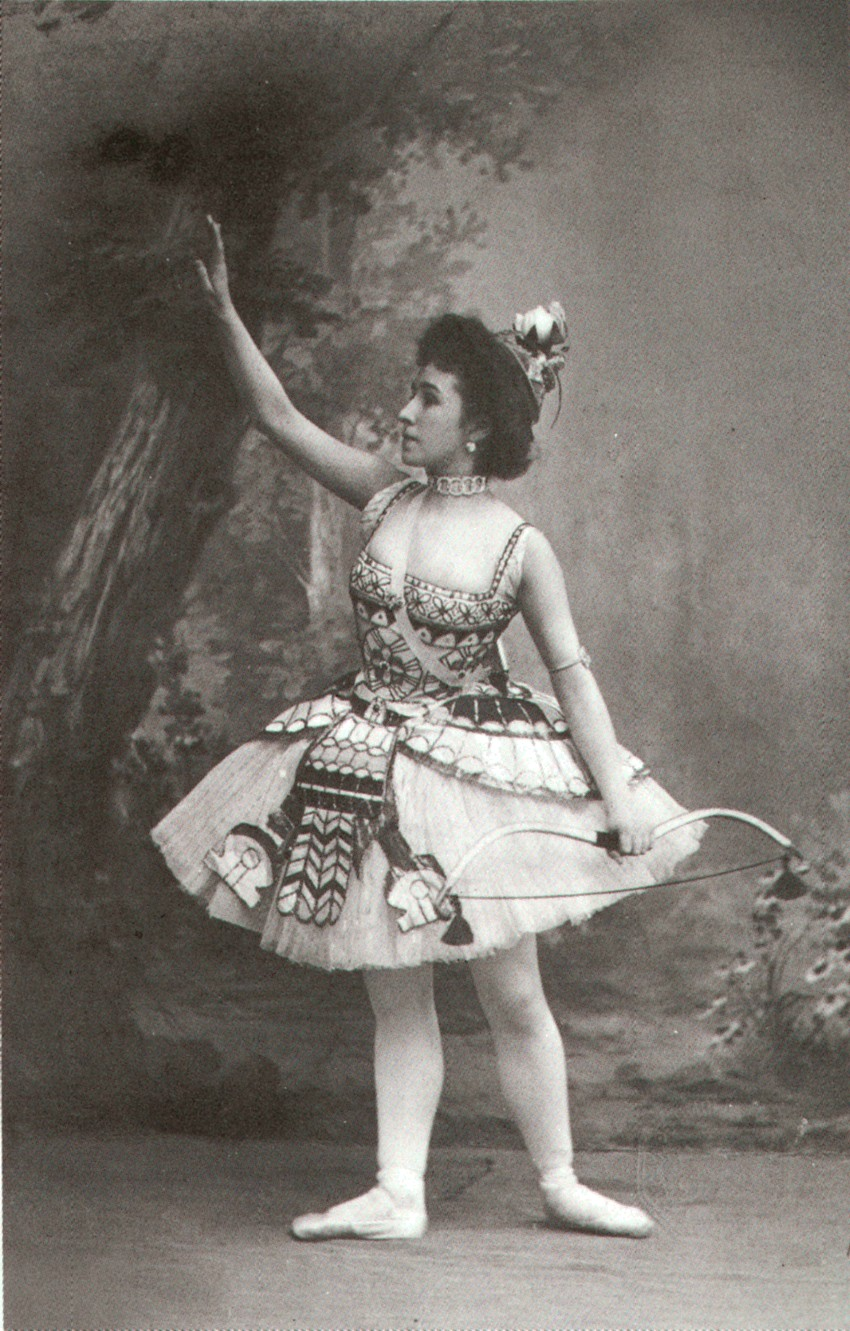
1898年撮影
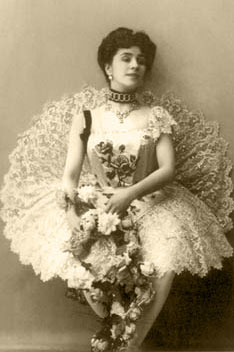
1905年撮影
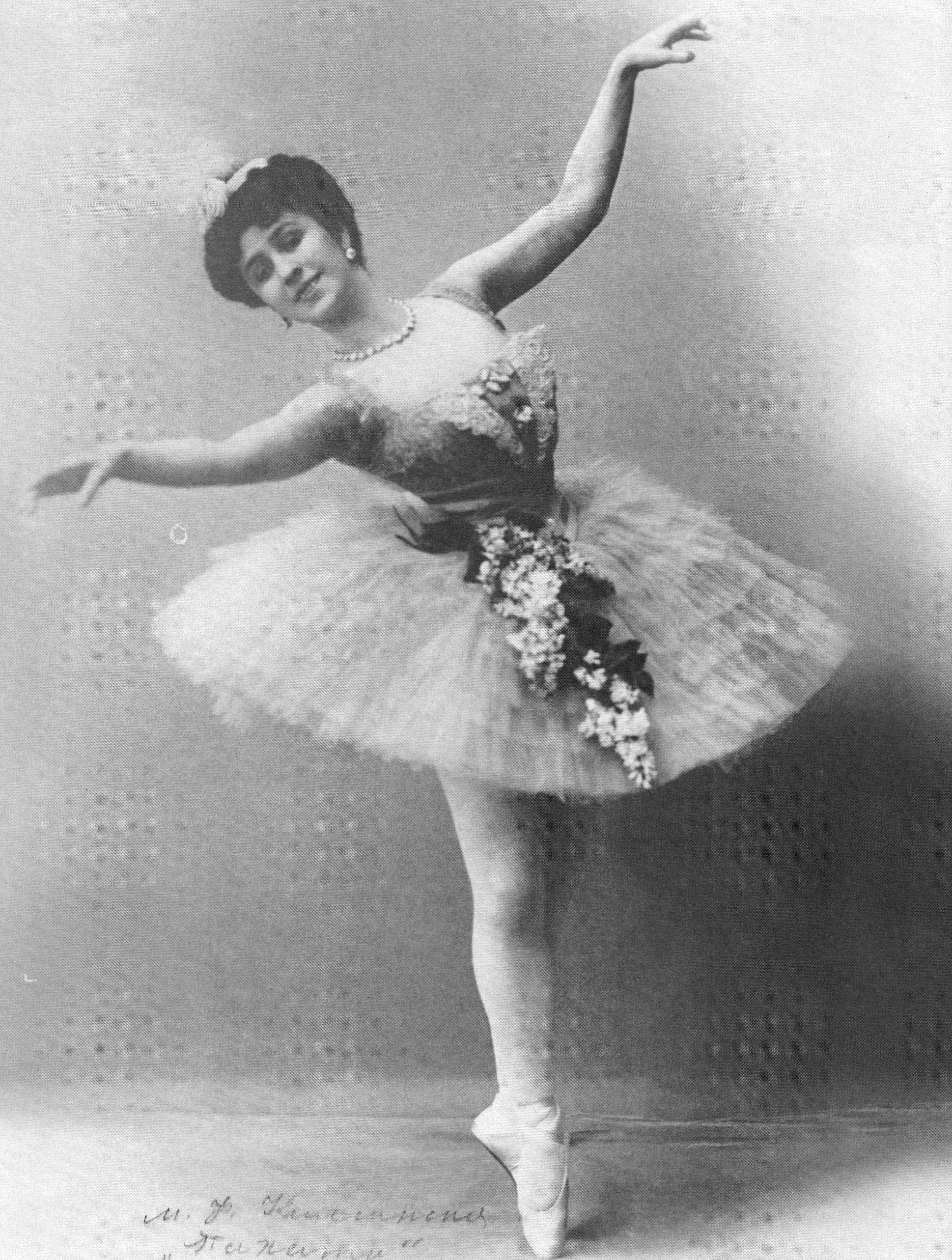
1910年撮影

## 著書
- Souvenirs de la Kschessinska（自伝） - Paris, 1960
  - 英訳版 Dancing in Petersburg - London, 1960, 1973
  - 日本語訳版 関口紘一監修 編、森瑠依子 訳『ペテルブルグのバレリーナ クシェシンスカヤの回想録』平凡社、2012年。

## 登場作品
- マチルダ 禁断の恋 - 2017年、アレクセイ・ウチーチェリ監督、演：ミハリーナ・オルシャンスカ